# Юра-Юрський Олександр Петрович
Олекса́ндр Петро́вич Юра́-Ю́рський (* 23 червня 1895–1968), актор родом з с. Підлісне(Федвар) Олександрівського району на Кіровоградщині, брат Гната Юри, Терентія Юри, Тетяни Юрівни. 1944 — народний артист Узбецької РСР, 1947 — народний артист Української РСР.

## Життєпис
Студіював і дебютував у Молодому Театрі в Києві (1918—1919), згодом у театрі ім. І. Франка в Харкові й Києві (1920—1948), одночасно 1925 — 27 режисер Донецького театру. Головні ролі: Дядько Лев, Годвінсон («Лісова пісня», «У пущі» Лесі Українки), Егей («Сон літньої ночі» В. Шекспіра), Фурманов («Заколот» за Д. Фурмановим), Компас («Ділок» В. Газенклевера), Т. Шевченко («Доля поета» С. Голованівського), Естеван («Фуенте овехуна» Лопе де Веґа). З 1948 майстер мистецького читання в Київській Державній Філармонії, зокрема інтерпретатор творів Т. Шевченка, М. Рильського, М. Бажана, П. Тичини, І. Франка.